# Viola raddeana
Viola raddeana là một loài thực vật có hoa trong họ Hoa tím. Loài này được Regel miêu tả khoa học đầu tiên năm 1861.